# Alicia (альбом)
| Совокупная оценка | Совокупная оценка |
| Источник          | Оценка            |
| ----------------- | ----------------- |
| Album of the Year | 74/100            |
| Metacritic        | 77/100            |
| Оценки критиков   |                   |
| Источник          | Оценка            |
| AllMusic          | [ 5 ]             |
| Clash             | 7/10              |
| Evening Standard  | [ 7 ]             |
| The Independent   | [ 8 ]             |
| Mojo              | [ 9 ]             |
| NME               | [ 10 ]            |
| The Observer      | [ 11 ]            |
| Rolling Stone     | [ 12 ]            |
| Slant Magazine    | [ 13 ]            |
| The Times         | [ 14 ]            |

Alicia  — седьмой студийный альбом американской R&B и соул-исполнительницы Алиши Киз, вышедший 18 сентября 2020 года на лейбле RCA Records. Первоначально выход альбома планировался в поддержку мирового концертного тура Киз The World Tour, который намечался на июнь 2020 года. Выход альбома был отложен из-за пандемии коронавируса.

## Об альбоме
Киз впервые упомянула название нового диска в интервью журналу Billboard в декабре 2019 года, сказав, что работает над новым альбомом и что это «the best therapy I ever had». Она официально анонсировала альбом 20 января 2020 года, разместив обложку в своих аккаунтах в социальных сетях.

## Отзывы
Альбом Alicia получил положительные отзывы музыкальной критики и интернет-изданий. Он получил 77 из 100 баллов на интернет-агрегаторе Metacritic. Среди отзывов: NME, Slant Magazine, The Times,
AllMusic, Mojo.
Киз получила номинации на премию Grammy Award в категориях Best Immersive Audio Album (посвящена записям, выпущенным в формате объёмного звука) и Song of the Year (за песню «A Beautiful Noise», которая вышла на цифровом издании Alicia); они будут вручены на 64-й церемонии «Грэмми» в 2022 году.

## Список композиций
По данным Apple Music
| №                   | Название                                       | Автор(ы) | Продюсеры             | Длительность |
| ------------------- | ---------------------------------------------- | --- | --------------------- | ------------ |
| 1.                  | «Truth Without Love»                           | Алиша Киз Khirye Taylor Damien Romel Farmer III Justus West Kasseem "Swizz Beatz" Dean Terius "The-Dream" Nash         | Rance Taylor          | 2:34         |
| 2.                  | «Time Machine»                                 | Киз Coleridge Tillman Robin "Rob Knox" Tadross                                                                         | Киз Rob Knox          | 4:30         |
| 3.                  | «Authors of Forever»                           | Киз Johnny McDaid Jonny Coffer                                                                                         | Киз McDaid Coffer     | 3:37         |
| 4.                  | «Wasted Energy» (при участии Diamond Platnumz) | Киз P2J Ari PenSmith Kali McLoughlin J. Warner                                                                         | P2J                   | 4:19         |
| 5.                  | «Underdog»                                     | Киз Эд Ширан Foy Vance Amy Wadge McDaid Coffer                                                                         | Киз McDaid            | 3:24         |
| 6.                  | «3 Hour Drive» (при участии Sampha)            | Киз James Napier Sampha Lahai Sisay                                                                                    | Киз Sampha            | 4:01         |
| 7.                  | «Me x 7» (при участии Tierra Whack)            | Киз Jeremiah "Sick Pen" Bethea Patrick Postlewait Pierre Medor Christopher "Tricky" Stewart Samuel Thomas Tierra Whack | Tricky Stewart        | 3:32         |
| 8.                  | «Show Me Love» (при участии Мигеляl)           | Киз Daystar Peterson Мигель Пиментель Morgan Matthews                                                                  | Киз Matthews          | 3:08         |
| 9.                  | «So Done» (при участии Халида)                 | Киз Халид Робинсон Людвиг Йоранссон                                                                                    | Göransson             | 3:54         |
| 10.                 | «Gramercy Park»                                | Киз Napier Sam Roman                                                                                                   | Киз Jimmy Napes       | 3:12         |
| 11.                 | «Love Looks Better»                            | Киз Larrance Dopson Ryan Tedder Noel Zancanella                                                                        | Киз Tedder Zancanella | 3:23         |
| 12.                 | «You Save Me» (при участии Snoh Aalegra)       | Киз Snoh Aelgera | Киз                   | 3:41         |
| 13.                 | «Jill Scott» (при участии Jill Scott)          | Киз Thomas Scott Delano "Sean C" Matthews Dean Jill Scott                                                              | Sean C                | 4:05         |
| 14.                 | «Perfect Way to Die»                           | Киз Kole | Киз Kole              | 3:31         |
| 15.                 | «Good Job»                                     | Киз Terius Nash Kasseem Dean Avery "Avenue Beatz" Chambliss                                                            | Киз Swizz Beatz       | 3:53         |
| Общая длительность: | Общая длительность:                            | Общая длительность: | Общая длительность:   | 54:40        |

| №   | Название                                          | Автор(ы)                                                 | Продюсеры    | Длительность |
| --- | ------------------------------------------------- | -------------------------------------------------------- | ------------ | ------------ |
| 16. | «Show Me Love» (при участии 21 Savage and Miguel) | Киз Peterson Pimentel Matthews Shéyaa Bin Abraham-Joseph | Киз Matthews | 3:59         |

## Участники записи
- Алиша Киз — вокал, продюсер
- Другие

## Чарты
| Чарт (2020)                            | Высшая позиция |
| -------------------------------------- | -------------- |
| Австралия (ARIA)                       | 13             |
| Австрия (Ö3 Austria)                   | 10             |
| Бельгия/Фландрия (Ultratop)            | 5              |
| Бельгия/Валлония (Ultratop)            | 18             |
| Канада (Canadian Albums Chart)         | 2              |
| Нидерланды (Album Top 100)             | 10             |
| Чехия (ČNS IFPI)                       | 73             |
| Франция (SNEP)                         | 28             |
| Германия (Offizielle Top 100)          | 14             |
| Ирландия (Irish Albums Chart)          | 72             |
| Италия (FIMI)                          | 40             |
| Япония (Billboard Japan)               | 40             |
| Новая Зеландия (RMNZ)                  | 38             |
| Польша (ZPAV)                          | 19             |
| Шотландия (Scottish Albums Chart)      | 12             |
| Испания (PROMUSICAE)                   | 18             |
| Швейцария (Schweizer Hitparade)        | 4              |
| Великобритания (UK Albums Chart)       | 12             |
| США (Billboard 200)                    | 4              |
| США (Billboard Top R&B/Hip-Hop Albums) | 1              |